# Timothy Brownell
Pour les articles homonymes, voir Brownell.
Timothy Brownell, né le 12 juillet 1997 à Lebanon, est un joueur professionnel de squash représentant les États-Unis. Il atteint le 29e rang mondial en juin 2024, son meilleur classement. Il est champion des États-Unis en 2022, 2024 et 2025.

## Palmarès

### Titres
- Championnats des États-Unis : 3 titres (2022, 2024, 2025)